# Osttimoresisch-ugandische Beziehungen
Die Osttimoresisch-ugandische Beziehungen beschreiben das zwischenstaatliche Verhältnis zwischen Osttimor und Uganda. 

## Geschichte
Der Ugander Frederick Egonda-Ntende arbeitete während des Aufbaus des osttimoresischen Justizsystems am Tribunal de Recurso de Timor-Leste als Richter.
Polizisten aus Uganda beteiligten sich an der Integrierten Mission der Vereinten Nationen in Timor-Leste (UNMIT).
Osttimor und Uganda nahmen am 13. August 2024 diplomatische Beziehungen auf.
Beide Staaten sind Mitglied der Bewegung der Blockfreien Staaten, der Gruppe der 77 und der AKP-Gruppe.

## Diplomatie
Die beiden Staaten verfügen über keine diplomatische Vertretungen im jeweils anderen Land.

## Einreisebestimmungen
Osttimoresen erhalten bei der Einreise in Uganda automatisch ein oder können ein eVisa verwenden. Auch Bürger Ugandas benötigen für die Einreise in Osttimor ein Visum.

## Wirtschaft
Für 2018 gibt das Statistische Amt Osttimors keine Handelsbeziehungen zwischen Osttimor und Uganda an.